# Блины (разъезд, Кировская область)
Блины — упразднённый в 1994 году населённый пункт (тип: разъезд), посёлок при железнодорожном разъезде Блины в Шабалинском районе Кировской области России. Входил на год упразднения в состав Ленинского сельсовета. Ныне урочище на территории Ленинского городского поселения.

## География
Разъезд находился в западной части региона, в пределах Волжско-Ветлужской равнины, в подзоне южной тайги,  при железнодорожной линии Буй — Свеча, к северу от автодороги Р243, на расстоянии приблизительно 6 километров (по прямой) к западу от Ленинского, административного центра района. 
Абсолютная высота — 161 метр над уровнем моря.

## Климат
Климат характеризуется как континентальный, с продолжительной холодной снежной зимой и умеренно тёплым коротким летом. Среднегодовая температура — 1,6 °C. Средняя температура воздуха самого холодного месяца (января) составляет −13,8 °C; самого тёплого месяца (июля) — 17,5 °C . Безморозный период длится 89 дней. Годовое количество атмосферных осадков — 721 мм, из которых 454 мм выпадает в тёплый период.

## История
Населённый пункт появился при строительстве железной дороги. В селении жили семьи тех, кто обслуживал железнодорожную инфраструктуру разъезда.
Снят с учёта Постановлением Думы Кировской области от 22.11.1994 № 7/54

## Инфраструктура
Действовала железнодорожная платформа Блины.

## Транспорт
Доступен автомобильным и железнодорожным транспортом. Остановка общественного транспорта «Блины» в шаговой доступности.